# Бараненко Володимир Якович
Бараненко Володимир Якович (* 13 серпня 1923 — † 22 червня 1975) — радянський військовий льотчик, Герой Радянського Союзу (1946).

## Життєпис
Народився 13 серпня 1923 року в селі Кербутівка на Борзнянщині (Чернігівська область України). Разом з батьками переїхав до міста Хасавюрт (Дагестан), де закінчив семирічку, а напередодні війни — Махачкалинський аероклуб.
У 1942 році з відзнакою закінчив Краснодарську військову школу пілотів.
На фронті з 1942 року у складі 947-го штурмового авіаційного полку 289-ї штурмової авіаційної дивізії.
За війну здійснив 128 успішних бойових вильотів, знищив 50 ворожих танків, 4 літаки на аеродромах, 65 автомашин, 7 складів з боєприпасами, 23 вагони з військовим спорядженням, 4 баржі, 14 польових і 17 зенітних гармат, збив у повітряному бою Ю-88.
Указом Президії Верховної Ради СРСР від 15 травня 1946 року за мужність і героїзм у боях з ворогом старшому лейтенанту заступнику командира ескадрильї 947-го штурмового авіаційного полку 289-ї штурмової авіаційної дивізії Володимиру Яковичу Бараненку присвоєне звання Героя Радянського Союзу.
У повоєнні роки закінчив Краснодарську вищу офіцерську школу штурманів і служив у підрозділах Військово-Повітряних сил.
У 1953 році капітан Бараненко вийшов у запас. Жив і працював у місті Краснодар.
Помер 22 червня 1975 року.